# Verfassungsartikel «für Qualität und Wirtschaftlichkeit in der Krankenversicherung»
Der Verfassungsartikel «für Qualität und Wirtschaftlichkeit in der Krankenversicherung» ist ein Gegenentwurf auf die zurückgezogene Schweizer Volksinitiative «Für tiefere Krankenkassenprämien in der Grundversicherung». Sie wurde von der Schweizerischen Volkspartei lanciert und wird gelegentlich auch Prämiensenkungsinitiative genannt. 
Die SVP lancierte am 16. Januar 2003 die eidgenössische Volksinitiative «für tiefere Krankenkassenprämien in der Grundversicherung», die sich auf das Initiativsrecht gemäss Artikel 139 Absatz 3 der Bundesverfassung basierend zuvor von 101’226 Schweizer Stimmberechtigten unterschrieben wurde. Sie hatte die Senkung der Krankenkassenprämien zum Ziel, die unter anderem über eine Reduktion des Leistungskatalogs hätte erreicht werden sollen. 
Nachdem sich das Parlament gegen die Initiative ausgesprochen hatte, weil unter anderem der Initiativstext nicht darüber ausgesagt hatte, welche Leistungen davon betroffen wären, wurde ein Gegenentwurf ausgearbeitet. Das Initiativskomitee, bestehend aus 25 Mitgliedern, hatte mit 18 zu 7 folglich die Initiative zurückgezogen.
Der Verfassungsartikel kam am 1. Juni 2008 zur Abstimmung und wurde abgelehnt.

## Wortlaut
Die Bundesverfassung vom 18. April 1999 wird wie folgt geändert:
Art. 117a Krankenversicherung (neu)
1. Die Krankenversicherung beruht auf:
  1. der Grundversicherung nach Sozialversicherungsrecht, welche die Kosten für medizinische und pflegerische Leistungen trägt, die der Schmerzlinderung, Heilung und Reintegration dienen, zweckmässig und wirtschaftlich sind, und deren Wirksamkeit von der Wissenschaft anerkannt ist;
  2. der Zusatzversicherung nach Privatversicherungsrecht.
2. Grundversicherer und Leistungserbringer schliessen Leistungsverträge ab, die den Bedürfnissen der Versicherten entsprechen.
3. Grundversicherer dürfen nicht an Leistungserbringern und Leistungserbringer nicht an Grundversicherern beteiligt sein.
4. Die Grundversicherung wird finanziert durch Beiträge des Bundes und der Kantone von zusammen höchstens 50 Prozent sowie durch Beiträge der Versicherten.
5. Bund und Kantone leisten ihre Beiträge an die Grundversicherer.

Die Übergangsbestimmungen der Bundesverfassung werden wie folgt geändert:
Art. 197 Ziff. 2 (neu)
1. Übergangsbestimmung zu Art. 117a (Krankenversicherung)
Die Bestimmungen des neuen Artikels 117a treten 3 Jahre nach ihrer Annahme durch Volk und Stände in Kraft. Der Bundesrat erlässt die nötigen Vollzugsbestimmungen auf dem Verordnungswege, bis sie durch die Gesetzgebung abgelöst werden. Bis zum Zeitpunkt des Inkrafttretens von Artikel 117a können die Versicherten bei ihrem Grundversicherer die Differenz zum bisherigen Leistungsumfang im Rahmen der Zusatzversicherung ohne Vorbehalte versichern.

## Ergebnis

Grafische Darstellung der Ergebnisse der einzelnen Kantone

Vorläufiges amtliches Endergebnis:
| Kanton                           | Ja (%)           | Nein (%)           | Beteiligung |
| -------------------------------- | ---------------- | ------------------ | ----------- |
| Aargau                           | 58'654 (39,8 %)  | 88'547 (60,2 %)    | 40,1 %      |
| Appenzell Ausserrhoden           | 5'434 (34,5 %)   | 10'330 (65,5 %)    | 43,7 %      |
| Appenzell Innerrhoden            | 1'148 (31,5 %)   | 2'502 (68,5 %)     | 34,7 %      |
| Basel-Landschaft                 | 22'747 (29,1 %)  | 55'359 (70,9 %)    | 43,8 %      |
| Basel-Stadt                      | 17'078 (29,6 %)  | 40'591 (70,4 %)    | 52,4 %      |
| Bern                             | 91'636 (32,3 %)  | 191'722 (67,7 %)   | 41,3 %      |
| Freiburg                         | 17'522 (24,1 %)  | 55'230 (75,9 %)    | 42,5 %      |
| Genf                             | 13'183 (10,9 %)  | 107'520 (89,1 %)   | 52,6 %      |
| Glarus                           | 2'397 (25,9 %)   | 6'854 (74,1 %)     | 37,0 %      |
| Graubünden                       | 16'651 (34,2 %)  | 32'086 (65,8 %)    | 38,3 %      |
| Jura                             | 2'453 (12,6 %)   | 16'969 (87,4 %)    | 40,0 %      |
| Luzern                           | 43'788 (39,5 %)  | 67'053 (60,5 %)    | 46,9 %      |
| Neuenburg                        | 8'819 (17,3 %)   | 42'209 (82,7 %)    | 48,3 %      |
| Nidwalden                        | 5'727 (44,6 %)   | 7'123 (55,4 %)     | 46,1 %      |
| Obwalden                         | 4'136 (38,1 %)   | 6'718 (61,9 %)     | 48,5 %      |
| Schaffhausen                     | 7'808 (27,5 %)   | 20'548 (72,5 %)    | 63,1 %      |
| Schwyz                           | 18'478 (43,1 %)  | 24'352 (56,9 %)    | 47,6 %      |
| Solothurn                        | 25'655 (34,6 %)  | 48'420 (65,4 %)    | 44,9 %      |
| St. Gallen                       | 48'834 (42,0 %)  | 67'439 (58,0 %)    | 40,3 %      |
| Tessin                           | 20'497 (20,3 %)  | 80'295 (79,7 %)    | 50,0 %      |
| Thurgau                          | 21'193 (38,4 %)  | 33'953 (61,6 %)    | 37,5 %      |
| Uri                              | 2'929 (32,9 %)   | 5'977 (67,1 %)     | 36,8 %      |
| Waadt                            | 21'557 (10,9 %)  | 177'049 (89,1 %)   | 51,1 %      |
| Wallis                           | 17'164 (18,9 %)  | 73'428 (81,1 %)    | 47,2 %      |
| Zug                              | 13'061 (39,2 %)  | 20'233 (60,8 %)    | 48,9 %      |
| Zürich                           | 152'714 (40,6 %) | 223'171 (59,4 %)   | 47,0 %      |
|                                  |                  |                    |             |
| Schweizerische Eidgenossenschaft | 661'263 (30,5 %) | 1'505'678 (69,5 %) | 43,7 %      |